# Diaixis pigmaea
Diaixis pigmaea är en kräftdjursart som först beskrevs av T. Scott 1899.  Diaixis pigmaea ingår i släktet Diaixis och familjen Diaixidae. Inga underarter finns listade i Catalogue of Life.